# Pedrinópolis
Pedrinópolis est une municipalité brésilienne de l'État du Minas Gerais et la microrégion d'Araxá.